# Taijin kyofusho
Taijin kyofusho är en psykologisk störning som först och främst finns i Japan. Det är en social fobi och människor med denna åkomma är patologiskt rädda för att förnärma andra genom att avge stötande lukter, börja rodna, råka stirra olämpligt eller genom att ha ett vanställt eller felaktigt [till situationen] ansiktsuttryck. 
Den anses speciellt bunden till Japan eftersom det där är mycket viktigt att uppträda på korrekt sätt och inte orsaka obekvämligheter eller ge uttryck för sina negativa känslor för andra.